# Горка (Железковское сельское поселение)
Горка — деревня в Боровичском районе Новгородской области.
Входит в состав Железковского сельского поселения, до 2010 года входила в Реченское сельское поселение.

## История
Время основания деревни Горка назвать достаточно трудно. Вероятнее всего, её основание можно датировать XVI веком. Доподлинно известно, что поселения древнего человека были на берегу озера Пирос (расстояние 5 километров). В озеро впадает река Соминка, которая вытекает из озера Саминского, в полутора километрах от которого и находится деревня Горка. Названный населенный пункт находится на возвышенности, откуда вероятно и пошло такое название.
В 30-годах прошлого столетия в деревне было создано коллективное хозяйство «Красная Горка». В послевоенное время в связи со значительным оттоком населения колхоз был укрупнен. Центральной усадьбой колхоза «1 Мая» стала деревня Речка.

## Транспорт
До деревни можно добраться по грунтовой, с остатками асфальта, дороге, которая примыкает к шоссе «Валдай — Устюжна». Расстояние до Горки 2 км. Дорога проходит через деревню и далее ведет в д. Буреги.

## Связь
Из д. Горка имеется возможность позвонить по кабельной линии связи, предоставляемой областным филиалом Ростелекома (в деревне три абонентских номера у частных лиц) и по таксофону, установленному в центре населенного пункта. Горка также находится в зоне устойчивого приема 3-х операторов мобильной связи.